# Мюлдер, Лау
Лауренс Сибранд (Лау) Мюлдер (нидерл. Laurens Siebrand (Lau) Mulder; 7 июля 1927, Батавия, Нидерланды — 29 января 2006, Эйтхорн, Северная Голландия) — нидерландский хоккеист на траве, вратарь. Серебряный призёр летних Олимпийских игр 1952 года.

## Биография
Лау Мюлдер родился 7 июля 1927 года в городе Батавия в Нидерландской Ост-Индии (сейчас Джакарта в Индонезии).
В 11 лет начал играть в хоккей на траве за «Амстердамсе» и защищал его цвета всю карьеру: за ветеранов он выступал по меньшей мере до 66-летнего возраста. В 1962 году стал чемпионом Нидерландов.
В 1952 году вошёл в состав сборной Нидерландов по хоккею на траве на летних Олимпийских играх в Хельсинки и завоевал серебряную медаль. Играл на позиции вратаря, провёл 3 матча, пропустил 6 мячей от сборной Индии.
В течение карьеры провёл за сборную страны 44 матча .
Мюлдера отличали лидерские качества и уважение к сопернику.
В 1967 году стал почётным членом клуба «Амстердамсе», в 1971—1975 годах входил в совет директоров, в течение 3 лет был заместителем председателя.
В молодости также играл в крикет за ВРА и «Батавию», провёл 4 матча за сборную Нидерландов.
В последние годы жизни здоровье Мюлдера ухудшилось.
Умер 29 января 2006 года в нидерландском городе Эйтхорн.

## Семья
Жена Мария, воспитывали нескольких детей.